# Hans Scheibner

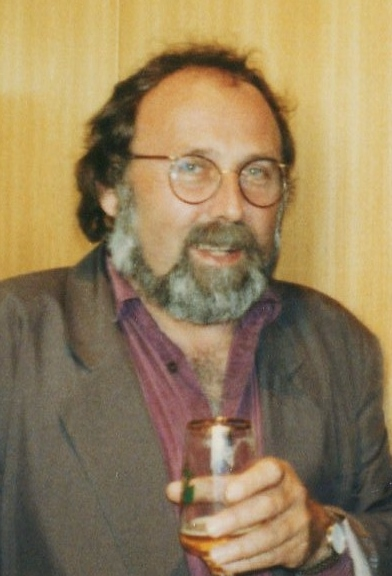
Hans Scheibner

Hans Scheibner (* 27. August 1936 in Hamburg; † 23. Mai 2022 ebenda) war ein deutscher Satiriker, Liedermacher und Kabarettist.

## Biografie
Hans Scheibner lernte nach der Mittleren Reife 1953 Verlagskaufmann beim Hamburger Fremdenblatt. Nach der Lehre arbeitete er zunächst als Redakteur bei dieser Zeitung, ab 1959 dann als kaufmännischer Korrespondent in einer Lackfabrik. Bereits 1954 während seiner Volontärzeit schloss er sich dem Theater-Team von Markus Scholz’ theater 53 an, spielte dort zusammen mit Uwe Friedrichsen einen vielbeachteten „Wolfgang-Borchert-Abend“, bei dem auch Ida Ehre zu Gast war. Mit Markus Scholz zusammen schrieb er auch seine erste Komödie Die Laufmaschen.
1968 trat er zum ersten Mal mit satirisch-lyrischen Texten und Gedichten auf, die er in Anlehnung an die Lästerlieder des mit ihm befreundeten Liedtexters Fritz Graßhoff Lästerlyrik nannte. Mit diesen Werken wurde er zunehmend in der Hamburger Kleinkunst- und Kneipenszene bekannt und textete eine Reihe von Liedern für Meyers Dampfkapelle. Zusammen mit dieser Band gehörte er zu der damals florierenden Hamburger Szene im Umfeld der Musikkneipe Onkel Pö. 1972 erschien sein erster Lästerlyrik-Gedichtband Herr ES, stark auf sein Innen achtend, für den Werner Finck eine begeisterte Empfehlung schrieb. 1973 folgte Wenn die Nachtigall zuschlägt, 1974 Spott zum Gruße.
1974 schrieb Scheibner für Gottfried & Lonzo – zwei andere Protagonisten der Rentnerband – den Text zu dem erfolgreichen Lied „Hamburg ’75“, worin die beiden als zukünftige Altersheimbewohner wehmütig auf ihre große Zeit zurückblicken. Erfolg hatte Scheibner auch mit seinem Lied „Ich mag so gern am Fließband stehn“, das er mit Meyers Dampfkapelle herausbrachte. Als Werbetexter ersann er außerdem den bekannten Energie-Werbeslogan „Ich bin zwei Öltanks“. Aus Scheibners Feder stammt auch der deutsche Text zum Song Schmidtchen Schleicher, mit dem Nico Haak 1976 einen Top-10-Hit in Deutschland landete. 1977 legte Scheibner die Sammlung satirischer Alltagsgeschichten Im Tal, wo die Tretmühlen stehn vor, sowie einen weiteren Lästerlyrik-Band, Spott ist allmächtig.
Ab 1975 trat er zusammen mit dem holländischen Pianisten und Komponisten Berry Sarluis auf. Großes Aufsehen erregte seine LP „Heiliger Marx“, mit der er völlig gegen den westdeutschen Mainstream die Propheten des sozialistischen Arbeiter- und Bauernstaates verspottete, u. a. „Hannes Wacker, der Sänger mit den Arbeiterliedern“. Er verscherzte sich Sympathie und Anerkennung der linken Szene und damit den Kleinkunstpreis. Mit über hundert satirischen Liedern und Chansons (LPs bei phonogram, polydor, RCA) gehörte er zu den bekanntesten deutschen Liedermachern. Aber auch in dieser Szene verlor er viele Sympathien u. a. mit seinem satirischen Artikel im Spiegel über deutschsprachige Liedermacher „Das wiegt nur einen Vogelschiß“.
1977 erschien Scheibners LP Achterndiek mit dem gleichnamigen Titellied, ein an das Grimmsche Märchen Vom Fischer und seiner Frau angelehnter Anti-Atomkraft-Song, in dem darüber hinaus auch Umweltverschmutzung insgesamt kritisiert wird. 1979 folgte die LP Das macht doch nichts, das merkt doch keiner! deren gleichnamiger satirischer Titelsong sein populärstes Lied wurde, auch deshalb, weil Scheibner es im Lauf der Jahre immer wieder mit neuen, auf aktuelle Ereignisse eingehende Strophen erweiterte.
In den 1980er Jahren wurde Scheibner mit der satirischen Fernsehsendung … scheibnerweise des NDR Fernsehens bundesweit bekannt, geriet damit aber auch immer mehr in das Visier derjenigen, die sich von seinen Satiren angegriffen fühlten. Zu einem großen Teil wurden auch Umweltthemen aufgegriffen, beispielsweise der Nationalpark Wattenmeer, Autoabgase in Hamburg und Greenpeace (im Lied David Grünfried).
Am 1. November 1985 kam es zum Eklat, als Scheibner in der NDR-Talkshow zum dreißigjährigen Bestehen der Bundeswehr in Abwandlung des Tucholsky-Zitats sang: Die Frauen (von heute) sind ja selbst nicht zu retten. Ihre Söhne schicken sie noch immer in den Krieg/und mit Mördern teilen sie die Betten! Seine Sendung … scheibnerweise wurde abgesetzt und das Hamburger Abendblatt trennte sich von ihm als Kolumnisten.
In der Folge tourte Scheibner als Kabarettist durch Deutschland und wurde Kolumnist der Zeitung Hamburger Morgenpost. 1991, als sich die Aufregung um das „Soldaten-sind-Mörder-Zitat“ wieder gelegt hatte, konnte Scheibner im NDR-Regionalprogramm jeweils vor der NDR-Talkshow mit seinem fünf Minuten langen Satirebeitrag Fünf vor Talk auftreten.
Nach sechs Jahren einer täglichen Kolumne, insgesamt 2000, für die Hamburger Morgenpost kam es auch hier wieder zu Schwierigkeiten – wegen einer Satire über die auffälligen Sympathien Hamburger Polizisten für die Neo-Nazi-Szene. Scheibner weigerte sich, den Text auszutauschen; und ihm wurde gekündigt. Verlagsleiter damals war Gerd Schulte-Hillen.
1986 erschien als dtv-Taschenbuch Der Weihnachtsmann in Nöten, das 2012 die 27. Auflage erreichte. Es enthielt bereits die erste Geschichte mit dem Titel Wer nimmt Oma. So heißt auch das Weihnachtsprogramm mit Liedern, Sketchen und Szenen, das Scheibner einen ganz großen Bühnenerfolg brachte. Ab 1992 brachte er (meist mit seiner Frau Petra-Verena Milchert sowie mit seiner Tochter Raffaela) Wer nimmt Oma? an allen namhaften Kabaretts und auf Theaterbühnen von Kiel bis Stuttgart. Unter dem Titel Wer nimmt Oma? und Wohin mit Oma? erschienen zwei Bestseller (Ellert & Richter und Ullstein) und vier Hörbücher im Hörbuch Verlag Hamburg.
1992 und 1993 präsentierte er insgesamt 25-mal einen satirischen Nachschlag nach den Tagesthemen in der ARD. Auch hier kam es wieder zu einem Eklat.
Es ging um den Abtreibungsparagraphen 218. Der damalige sächsische Innenminister verlangte den Rücktritt des NDR-Intendanten Jobst Plog und lebenslanges Fernsehverbot für Scheibner.
1996 und 1998 produzierte er wieder die Sendung … scheibnerweise für das NDR-Fernsehen.
2001–2006 kam Scheibner wieder zu einem großen Publikumserfolg. Der NDR brachte in seinem Vorabendprogramm DAS insgesamt 266-mal die Politik-Satire Walther und Willy. Scheibner diskutierte mit seinem Hund die aktuellen politischen und gesellschaftlichen Ereignisse. Die Miko-Edition gab 2004 einen Bildband heraus: Die spinnen, diese Menschen. Die Sendung wurde im April 2006 trotz hoher Einschaltquoten aus unbekannten Gründen abgesetzt.

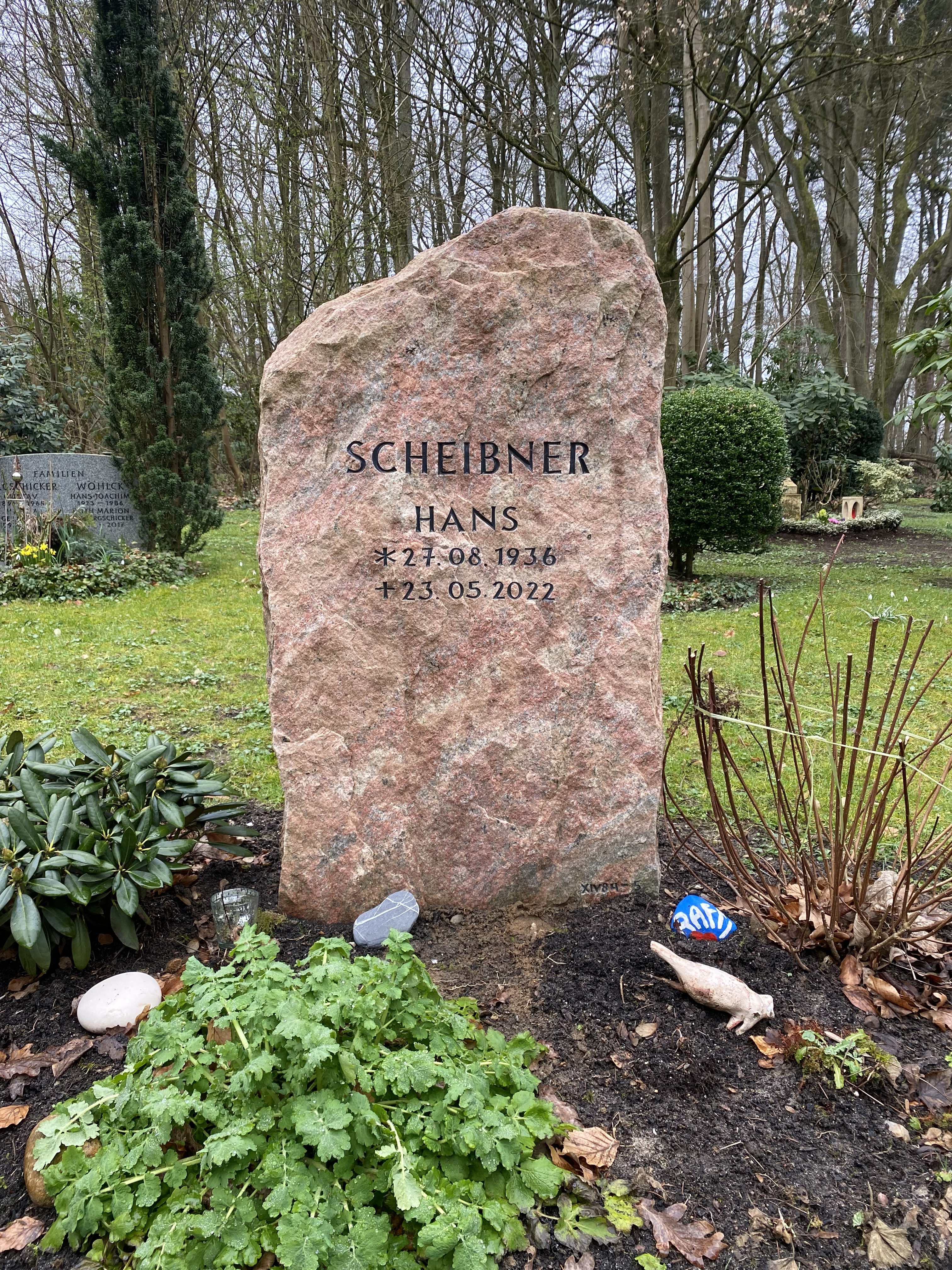
Grabstätte auf dem Friedhof Wohldorf

2005 wurden zahlreiche seiner alten Lästerlyrik-Gedichte unter dem Titel Ich werde nie erwachsen, nie! bei dtv wiederveröffentlicht.
Seit 2007 schrieb Scheibner wieder wöchentlich mit großem Erfolg eine Kolumne für alle Zeitungen des shz (Schleswig-Holsteinischer Zeitungsverlag).
Scheibner schrieb und spielte vier neue Kabarett-Programme, zwei Solo-Theaterstücke: 2006 Der Golfspieler (Altonaer Theater und Schweiz), 2008 „Herzklopfen“, (Kiel: Theater Die Komödianten) Regie führte die 18-jährige Julie Maillot. 2009 spielte er zusammen mit Hannelore Dröge seine Zwei-Personen-Komödie Die Versöhnung bis 2011 am Altonaer Theater und auf Tournee. Regie führte Axel Schneider.
2010 erhielt Hans Scheibner die Biermann-Ratjen-Medaille verliehen vom Hamburgischen Senat.

2012 schrieb er unter dem Eindruck der Banken-Skandale und der Finanzkrise die satirische Komödie Die Geiselnahme, die am 30. Juni 2013 in den Hamburger Kammerspielen uraufgeführt wurde. Unter der Regie von Hanns Christian Müller spielten Alexandra Kamp und Tim Grobe die Hauptrollen. 

„Man muss dem Intendanten der Kammerspiele gratulieren, dass er den Mut zu diesem zeitgenössischen Wagnistheater aufgebracht hat.“

Weihnachten 2016 feierte das Scheibner-Familienensemble (mit Petra Milchert und Tochter Raffaela) sein fünfundzwanzigstes Bühnenjubiläum mit dem Programm Wer nimmt Oma?! Olaf Scholz, Erster Bürgermeister von Hamburg, gab anlässlich des 80. Geburtstags von Hans Scheibner ein Senatsfrühstück für ihn und seine Freunde im Gästehaus des Senats.
Scheibner lebte mit seiner zweiten Frau Petra Verena Milchert in Hamburg-Ohlstedt. Dort starb er im Alter von 85 Jahren nach kurzer schwerer Krankheit. Seine letzte Ruhestätte erhielt er auf dem Hamburger Friedhof Wohldorf.

## TV-Dokumentation
- ndr.de: Satire, Spott und dummes Zeug – Hans Scheibner, 60 Minuten, NDR, Erstausstrahlung: 28. Mai 2022 in NDR Fernsehen, verfügbar bis zum 28. Mai 2023.

## Werke
- In den Himmel will ich nicht. Autobiografie. Ullstein/List-Verlag, 2016, ISBN 978-3-471-35143-7.
- Alle Jahre Oma. Ullstein/List-Verlag, 2015, ISBN 978-3-471-35109-3.
- Die Kuh, die kräht. Von Hermann und Hermine und anderen schrägen Zeitgenossen., Ellert & Richter, Hamburg 2013, ISBN 978-3-8319-0528-7.
- … alles so schön beknackt hier., Ellert & Richter, Hamburg 2012, ISBN 978-3-8319-0495-2.
- Wohin mit Oma? Ullstein / List, 2010, ISBN 978-3-471-35039-3.
- Kurz und giftig. Neue Satiren. Ellert & Richter, Hamburg 2009, ISBN 978-3-8319-0389-4.
- Bevor ich abkratz, lach ich mich tot. Rowohlt, 2009, ISBN 978-3-499-62474-2.
- Das große Hans-Scheibner-Buch. Rotbuch-Verlag, 2006, ISBN 3-453-40574-9.
- Ich werde nie erwachsen, nie! München 2005, ISBN 3-423-20834-1.
- Walther & Willy. Hamburg 2004, ISBN 3-935436-23-8.
- Wer nimmt Oma? Ellert & Richter, Hamburg 2003, ISBN 3-8319-0133-3.
- Wer zuletzt lacht, macht das Licht aus. dtv, München 2001, ISBN 3-423-20478-8.
- Perlen ausm Eimer. Müllmann Uwe Möller erzählt. Lühr und Dircks, Hamburg 1996, ISBN 3-921416-70-1.
- Urschrei – eine satirische Therapie. Rasch und Röhring, Hamburg 1995, ISBN 3-89136-558-6.
- Das Beste – scheibnerweise, Rasch und Röhring, Hamburg 1993, ISBN 3-89136-482-2.
- Currywurst und Ewigkeit (Bei Kurt in der Bahnhofskneipe). Rasch und Röhring, Hamburg 1992, ISBN 3-89136-465-2.
- Das Glücksgefühl vorm Aufprall. Rasch und Röhring, Hamburg 1991, ISBN 3-89136-402-4.
- Wahnwitz vom Feinsten: scheibnerweise 1988 Rasch und Röhring, Hamburg 1988, ISBN 3-89136-252-8.
- Klopfzeichen aus der Anstalt. Neue satirische Nachrichten. Zinnober-Verlag, Hamburg 1987, ISBN 3-89315-006-4.
- Der Weihnachtsmann in Nöten. dtv 2583, München 1986, ISBN 3-423-02583-2.
- … das macht doch nichts, das merkt doch keiner. Christians, Hamburg 1985, ISBN 3-7672-0910-1.
- Das ist ja wie im Märchen. (Hrsg.) Steidl Verlag, 1985, ISBN 3-88243-047-8.
- Lemminge, Lemminge. dtv, München 1984, ISBN 3-423-10314-0.
- Der Zug der Tiere. Bilder von Heinz Edelmann. Christians, Hamburg 1983, ISBN 3-7672-0801-6.
- Scheibnerweise. dtv, München 1982, ISBN 3-423-10047-8.
- Spott zum Gruße. Gedichte. Christians, Hamburg 1982, ISBN 3-7672-0349-9.
- Keine Angst vorm Feuer, wir löschen mit Benzin, Geschichten, Lieder und Gedichte. Mit Zeichnungen von Walter Wachsmuth. Christians, Hamburg 1982, ISBN 3-7672-0779-6.
- Im Tal, wo die Tretmühlen stehn. 50 Geschichten. Mit Zeichnungen von Walter Wachsmut. Christians, Hamburg 1981, ISBN 3-7672-0495-9.
- Darf der das? Christians. Hamburg 1980, ISBN 3-7672-0691-9.
- Höhenflüge über der Blechlawine. Mit Zeichnungen von Walter Wachsmut. Christians, Hamburg 1978, ISBN 3-7672-0579-3.
- Spott ist allmächtig. Rowohlt, Reinbek 1977, ISBN 3-499-14132-9.
- Spott zum Gruße. Lästerlyrik. Mit Illustrationen von Hans Könemund. Christians, Hamburg 1975, ISBN 3-7672-0349-9.
- Wenn die Nachtigall zuschlägt. Lästerlyrik. Mit Zeichnungen von Grete Schildknecht. Christians, Hamburg 1973, ISBN 3-7672-0243-3.

## Diskografie

### Alben
- 1974: Meyer's Dampfkapelle: Herzlose Lieder, LP, metronome[8]
- 1974: Wenn Die Nachtigall Zuschlägt..., LP, fontana[9]
- 1975: Scheußlich, wie die Drossel singt..., LP, Philips[10]
- 1976: Was in Achterndiek in der Nacht geschieht (De Fischer un sin Fru). LP, Philips[11]
- 1977: Heiliger Marx!, LP, Philips[12]
- 1979: Das macht doch nichts – das merkt doch keiner, LP, Philips[13]
- 1979: Darf der das?, LP, RCA Victor[14]
- 1981: Live, 2 LP, RCA Victor[15]
- 1981: ...scheibnerweise, LP, RCA Victor[16]
- 1984: Wo bist du, Lysistrata?, LP, EMI Electrola[17]
- 1986: Scheibner-Weise – Schublade zu und weg bist du!, LP, ZYX Records[18]
- 1988: Klopfzeichen, LP, Pinorrekk Records[19]
- ????: David Grünfried - Neue Lieder, LP, Apamantus[20]
- 2000: Wer nimmt Oma?, CD, Conträr (Indigo)
- 2001: Liebevoll beleidigend. Neue Wortanschläge, CD, Conträr
- 2002: Ich glaube an den Weihnachtsmann, CD, MSE Musikverlag
- 2003: Wer zuletzt lacht, macht das Licht aus, 2CD, Membran[21]
- 2005: Die Lieder, 4 CD, Membran[22]
- 2006: Aber Hallo, 2 CD, Delta Music & Entertainment
- 2008: Wer zuletzt lacht…, 2 CD, Documents (Membran)
- 2009: Bevor ich abkratz, lach ich mich tot, CD, Hörbuch Hamburg[23]
- 2009: Wer nimmt Oma diesmal? Hörbuch-CD. Autorenlesung. Hörbuch Hamburg, ISBN 978-3-89903-674-9.
- 2010: Wohin mit Oma? Hörbuch-CD. Ungekürzte Autorenlesung. Hörbuch Hamburg, ISBN 978-3-89903-228-4.
- 2011: kurz und bissig, CD, Hörbuch Hamburg
- 2015: Alle Jahre Oma. Ungekürzte Autorenlesung. Hörbuch Hamburg, ISBN 978-3-95713-021-1.
- 2016: In den Himmel will ich nicht. Gekürzte Autorenlesung. Hörbuch Hamburg, ISBN 978-3-95713-048-8.
- 2016: Und plötzlich ist der Himmel wieder offen, CD, Apamantus[24]

### Singles (Auswahl)
- 1978: Das macht doch nichts, das merkt doch keiner / Manfred war immer der Größte, Vinyl-Single

## Fernsehen, Film und Hörfunk
- 1975 – Vereint mit Flachs und Versen. Nordschau-Magazin, mehrere Auftritte.
- 1976 – In der Reihe „Das fiel uns auf“ Die Griechin. Reportage über die griechischen Fraun, in denen Scheibner die Göttinnen und Heldinnen aus der Antike entdeckte.
- 1977 – Einmann-Kabarett in Kultur Aktuell, NDR, 30 min.
- 1978 – Es geht unaufhaltsam voran. Solokabarett, NDR, 45 min.
- 1978 – Spott zum Gruße. Solokabarett, NDR, 45 min.
- 1978 – Was in Achterndiek in der Nacht geschieht. Solokabarett, NDR, 45 min.
- 1979–1985 scheibnerweise. 13 Folgen im ARD-Abendprogramm (je 45 min).
- 1981 – Cafe in Takt. Auftritt mit Liedern, ARD.
- 1982 – Drehbuch zu Das kleine Kino an der Ecke (mit Ralf Wolter), zwei Folgen, ARD.
- 1982 – Der Weihnachtsmann in Nöten (mit Petra Verena Milchert), vier Folgen, ARD.
- 1984 – Drehbuch zu Die fröhlichen Witwen. (mit Heidi Kabel).
- 1984 – Fünf Extra-Beiträge für die NDR-Reihe Prisma. Wissenschaft und Technik.
- 1988 – Klopfzeichen aus der Anstalt. Solokabarett, NDR, 60 min.
- 1989 – Wahnwitz vom Feinsten. Solokabarett, NDR.
- 1990 – Den Letzten beißen die Hunde. Solokabarett, NDR.
- 1990/91 – Drehbücher und Mitwirkung in zwei Folgen der NDR-Serie Leeder, Lüd un Fresenland.
- 1990 – Das Glücksgefühl vorm Aufprall. Solokabarett, NDR, 45 min.
- 1990–1992 – Fünfminütige Solo-Sketche in der NDR-Reihe 5vor Talk, 33 Folgen.
- 1991 – Darf der das? Solokabarett, NDR, 45 min.
- 1992–2000 – Ultimo. Jahresrückblick Je 60 min, NDR.
- 1992 – Darf der das? Zweite Folge. Solokabarett, NDR, 45 min.
- 1992/93 – Nachschlag. Fünfminütiger Sketch nach den ARD-Tagesthemen, 25 Folgen.
- 1993/94 – Satirische Presseschau. 27 Folgen, NDR.
- 1994 – Darf der das? Dritte Folge. Solokabarett, NDR, 45 min.
- 1994 – scheibnerweise. Wiederaufnahme. NDR.
- 1995 – Ehrenwort, keine Politik. Solokabarett, NDR, 45 min.
- 1995 – TAXI TOUR. 30 Min. Szenen. NDR.
- 1995–1997 – Bruno Brockmann, die Nervensäge. 66 Folgen, NDR.
- 1996 – scheibnerweise. Regie Hanns-Christian Müller. Weitere Folgen.
- 2001–2006 – „Walther und Willy“. Polit-Satire. 266 Folgen, NDR

## Filmografie (Auswahl)
- 1980: Spaß beiseite – Herbert kommt! (TV-Serie)
- 1991: Tatort – Tod eines Mädchens (TV-Reihe)
- 1994: Großstadtrevier – Ellens Baby (TV-Serie)